# Hana Lišková
Hana Lišková (Praga, Checoslovaquia, 4 de junio de 1952) es una gimnasta artística checoslovaca, subcampeona olímpica en 1968 y medallista de bronce mundial en 1970 en el concurso por equipos.

## Carrera deportiva
En las Olimpiadas celebradas en Ciudad de México en 1968 consigue la plata en el concurso por equipos, tras la Unión Soviética y delante de Alemania del Este.
En el Mundial de Liubliana 1970 gana la plata en el concurso por equipos, tras la Unión Soviética y Alemania del Este, siendo sus compañeras de equipo: Soňa Brázdová, Luba Krasna, Marianna Némethová-Krajčírová, Bohumila Řimnáčová y Marcella Váchová.